# 天神社 (黒部市)
天神社（てんじんしゃ）は、富山県黒部市三日市にある神社。

## 概要
祭神は菅原大神、境内地は1,200坪。
宝治年間、桜井庄の地頭として赴任した佐野源左衛門（常世）が信仰していた『天神』を郷中の惣社として社殿を建立。永正の頃、長尾氏越中乱入の兵火に遭い、社殿を焼失。久しく荒廃したままであったが、元禄に入り信徒により再建された。8月17日を例祭日として花角力を興行し、新川郡ないで有名になった。
1962年、神域に相応しい現在地に奉遷した。旧神社跡は1966年7月15日に黒部市民会館となった。なお、市民会館敷地になってからもエドヒガンの古木（馬場桜）は残された。
移転と同時に例大祭を6月25日と定め、町のじんじ祭りで賑わう日と定め、後祭事を盛大に行っている。